# 젊은이의 양지 (드라마)
《젊은이의 양지(-陽地)》는 1995년 5월 6일부터 11월 12일까지 방영된 KBS 2TV 주말 드라마이다. 1980년대 후반, 강원도 정선군 사북읍의 탄광촌과 서울을 배경으로, 출세를 갈구하는 젊은이들의 야망과 배신을 주제로 해 최고 시청률 62.7%(역대 드라마 시청률 5위)를 기록하며 큰 인기를 끌었다.

## 줄거리
박인범, 인호 형제를 남편 없이 혼자 키워온 천귀자. 형인 인범은 바르게 성장하지만 동생인 인호는 폭력조직원이 된다. 차희는 소설가 지망생인 여동생 종희와 발달장애아인 남동생 수철을 돌봐야 하는 처지에 놓여 있다. 광부로 일하던 황윤배는 권투 선수가 되어 신인왕전에서 승리를 거머쥔다. 인호는 잦은 사건을 일으켜 흑곰파의 보스 흑곰과 연루되고 결국 세상을 떠난다.

## 등장 인물

### 주요 인물
- 하희라(임차희) : 1969년생. 인호와 윤자와 동갑이자 1988년 고등학교 졸업 후 경리로 취직한다. 인범 연인. 임수철 첫째 큰 누나. 임종희 언니. 박범수 어머니.
- 이종원(박인범) : 1968년생.(1년 재수하여 69년생이 아닌 68년생) 임차희의 연인. 임차희를 배신하고 하석란과 연인이 되지만 과거가 밝혀지면서 하석란과 헤어진다. 인범이가 사북에 내려갈 때 어린아들을 불린 채 박범수의 친아버지로 보인다(아역 : 김광필).
- 허준호(황윤배) : 황윤자 오빠. 권투 선수.
- 배용준(하석주) : 하석란 쌍둥이 오빠. 임종희 연인. 후에 영화감독이 된다(아역 : 이병욱).
- 전도연(임종희) : 1972년 5월 24일생.(1991년 석주가 종희의 신분증을 우연히 주웠을때 표시되었다.).임차희 여동생. 임수철 둘째 누나. 후에 소설 <광부의 딸>을 출간하는 작가가 된다.
- 박상민(박인호) : 1969년생. 현지, 춘식 등과 동갑. 인범 동생. 조직 폭력배(아역 : 이승우).
- 이지은(조현지 → 하현지) : 1969년생. 김비서가 현지의 신상을 파악할때 1969년생이라고 언급. 소매치기. 하일태 숨겨진 딸. 하석주·석란 이복동생. 박인호 연인(아역 : 이상은).
- 홍경인(임수철)

1979년 3월 2일생.(수철의 통장에서 확인). 임차희 남동생. 임종희 막내 남동생이며, 발달장애아로 어머니하고 분식집을 운영한다.
- 이경심(황윤자) : 황윤배 여동생. 임차희 친구로 후에 배우가 된다.
- 박상아(하석란) : 하석주 쌍둥이 동생. 박인범 연인(아역 : 하다솜).

### 석주네
- 박근형(하일태) : 하석주·석란 아버지. 조현지 친부. 진미화장품 대표.
- 김민자(김지희) : 예전 영화배우. 하석주·석란 어머니

### 차희네
- 남능미(임차희 모친) : 종희·수철 남매 어머니 역
- 이원종 : 임차희·종희·수철 남매 아버지

### 인범네
- 김수미(천귀자 여사) : 생년 미상 음력 5월 8일생(23회에서 인범이 천마담의 음력 생일만 기억하고있다고 언급했다). 박인범·인호 형제 어머니. 양지 다방 마담 역

### 기타
- 김미현(미스 리) : 황윤배를 좋아하는 아가씨.
- 최연수(미스 김)
- 김미라(미스 양)
- 장항선(최준태) : 황윤배를 지도하는 권투 감독.
- 정순례(최숙희) : 준태 딸
- 주세환(최민수) : 준태 아들, 순례 동생.
- 김종결(유기준 교수) : 하일태 동창 친구이자 박인범 하석주 지도교수
- 김효수(남대풍) : 소매치기 소년. 조현지와 같이 다닌다(아역 : 인병국 → 윤동원).
- 이일재(흑곰 민도혁) : 박인호·조현지가 소속된 폭력조직 두목.
- 이한수(김태수) : 권투 체육관 부장
- 이정웅(정의원)
- 조성규(땡초) : 권투 체육관 터줏대감
- 최주봉(배동팔) : 양지다방 건물주
- 김을동(배동팔 처)
- 홍영자 : 차희 주인집 할머니
- 박건식 : 쌍칼파 두목
- 이철민 : 양춘식
- 윤진호(용태) : 양춘식 일행
- 김경응(흑곰 수하)
- 이지형 : 흑곰 수하(동그란 썬글라스)
- 이종상 : 현지 보디가드 겸 수행기사
- 성지은(유주희) : 하석란 친구
- 지윤환(박범수) : 임차희 아들
- 김영주(이지현) : 임수철 연인, 새마을금고 직원
- 김원배 : 진미화장품 비서
- 김성희 : 진미화장품 경리
- 설경구 : 양춘식의 고향 시절 초등학교 동창 역
- 봉혜선 : 인범이 대학 시절 자취했던 자취집 주인 역
- 이한위 : 여성시대 잡지사 부장 역
- 진운성 : 사북에 영화촬영하러 온 영화감독
- 이재연 : 영화 조감독
- 박현정 : 범수의 유치원 선생님 역
- 차태현 : 임종희를 짝사랑하는 남학생 역
- 강민석, 강신조, 곽정희, 기정수, 김진오, 김하균, 배도환, 서창호, 송윤아, 심재원, 유순철, 이영재, 장영주, 정승곤, 최안도, 최재원, 한범희, 홍성찬
- 정은아 이상벽 : 41회 아침마당 황윤배 황윤자 출연편 진행자
- 이형걸 : 41회 하석주의 영화제 그랑프리 수상 소식 보도 아나운서

## 수상
- 1995년 KBS 연기대상 여자 최우수연기상 하희라
- 1995년 KBS 연기대상 남자 신인연기상 / 포토제닉상 배용준
- 1995년 KBS 연기대상 남자 신인연기상 홍경인
- 1995년 KBS 연기대상 남자 인기상 이종원
- 1995년 KBS 연기대상 여자 인기상 전도연
- 1996년 제32회 백상예술대상 TV부문 신인연출상 전산

## 참고 사항
- 황윤배 역의 허준호와 임차희 역의 하희라는 <젊은이의 양지>에 캐스팅되기 전 당초 <남자는 외로워> 후속 KBS 2TV 주말극으로 1994년 7월 초 첫 회가 나갈 예정이었던 <바람은 불어도>에서 남녀주인공으로 낙점됐으나 작가와 연출자 간의 마찰로 인해 편성이 취소된 바 있었다.[1]
- <사랑이 뭐길래> 이후 하희라의 두 번째 주말극 출연작이었다.[2]
- 당초 <야망의 계단>이란 제목과 함께 수목극으로 기획됐는데, KBS는 1994년 10월 이후 <인간의 땅> → <갈채> → <창공> → <젊은이의 양지> 순으로 수목극을 편성할 예정이었다. 하지만, 당시 담당 PD이자 배용준의 중학교 선배인 성준기가 작가 조소혜와 캐스팅 문제로 마찰을 빚는 바람에 편성이 무산된 바 있었으며 이 과정에서 성준기 PD는 1995년 초 SBS로 떠났다. 이에 당시 책임프로듀서(CP)였던 이윤선 부주간이 사태의 책임을 지고 사표를 냈으나 반려된 것으로 알려졌으며 이 부주간은 1995년 8월에 KBS를 떠났다.
- 그 후, <딸부잣집> 후속 주말극으로 변경된 동시에 최상식 주간이 담당 CP, 전산 PD가 연출을 맡으면서 제목이 바뀌었다.
- 시추에이션 드라마 <내일은 사랑>으로 장극 입봉을 한[3] 담당 PD 전산은 첫 연속극 연출작이었던 이 작품으로 1996년 백상예술대상 TV부문 신인 연출/감독상을 수상하였다.
- 예상을 뛰어넘는 인기와 관심으로 1995년 8월 4일 방영 아침마당 (정은아 이상벽 진행)에서 출연자들을 초청하여 특별 편성 프로를 진행하였고 실제로 41회 극중에 황윤배(허준호역) 황윤희(이경심역)가 각각 세계 챔피언에 등극하고 인기 여배우가 되자 아침마당 프로그램에 초빙되어 지인들에게 감사를 표하는 장면도 있었다.
- 최종회를 하루 앞두고 1995년 11월 11일 <시청자와 함께한 젊은이의 양지 181일>이란 종방 전야 특별 프로그램을 진행하기도 하였다.
- 예고편과 56화 엔딩 장면에 흐른 배경 음악은 엔니오 모리꼬네가 작곡한 시티 오브 조이 테마곡 이었다

## 호평과 혹평

### 호평
- 하희라(임차희 역)와 이종원(박인범 역), 허준호, 배용준, 전도연, 박상민, 홍경인, 박상아 등 젊은 연기자들의 튀지 않는 앙상블 연기가 좋은 평을 받았다.
- 또한, 남능미, 박근형, 김민자 등 중견연기자들이 가세해 신구세대의 조화를 일궈내 전체적인 안정감을 줬다.
- 스튜디오 촬영을 탈피하여 과감한 현장촬영으로 사실감을 높였고 능란한 카메라 놀림과 빠른 장면전환으로 멜로드라마가 빠질 수 있는 함정을 피한 것이 고른 시청자층을 확보했다.[4]
- 이 드라마에서 수철이라는 캐릭터를 통해서 비록 정신적 비표준인이지만 우리 사회의 좀 발전한 성숙미로 대처하였다 볼 수 있다. 과거 순심이의 칠득이나 행복한 여자의 호섭이는 그 캐릭터가 타인 비하하고 모욕하는데 악용된 명사로 전락되었지만 수철이라는 캐릭터는 그렇게 천박한 방향으로 가진 않았다.

### 혹평
- 극 전개상 우연성이 짙고 지나친 신파극이란 비난을 받았다.
- 어린이가 낀 소매치기를 주요 인물로 등장시키거나 지나친 폭력 때문에 여러 차례 방송 위원회의 경고를 받은 바 있었다.
- 33회 (1995년 8월 27일 방영분) 방영 당시 극 회차 초반에 1~32회 지난 줄거리를 무려 13분여 동안 내보내서 드라마 평론가들과 연예 신문 기자들로 부터 비판을 받았다.

## 같이 보기
- 풀밭 위의 점심 식사 : 오프닝에 등장하는 에두아르 마네의 작품